# فرودگاه لنوژویله
فرودگاه لنوژویله (به انگلیسی: Lennoxville (Airview) Airport) یک فرودگاه همگانی است که یک باند فرود چمن دارد و طول باند آن ۴۲۷ متر است. این فرودگاه در کشور کانادا قرار دارد و در ارتفاع ۱۷۵ متری از سطح دریا واقع شده است.